# Kuhlia
Genre
Kuhlia est un genre de poissons appartenant à la famille des Kuhliidae.

## Liste d'espèces
Selon World Register of Marine Species (5 juin 2015) :
- Kuhlia boninensis (Fowler, 1907)
- Kuhlia caudavittata (Lacepède, 1802)
- Kuhlia marginata (Cuvier, 1829)
- Kuhlia mugil (Forster, 1801)
- Kuhlia munda (De Vis, 1884)
- Kuhlia nutabunda Kendall & Radcliffe, 1912
- Kuhlia petiti Schultz, 1943
- Kuhlia rubens (Spinola, 1807)
- Kuhlia rupestris (Lacepède, 1802)
- Kuhlia sandvicensis (Steindachner, 1876)
- Kuhlia sauvagii Regan, 1913
- Kuhlia xenura (Jordan & Gilbert, 1882)

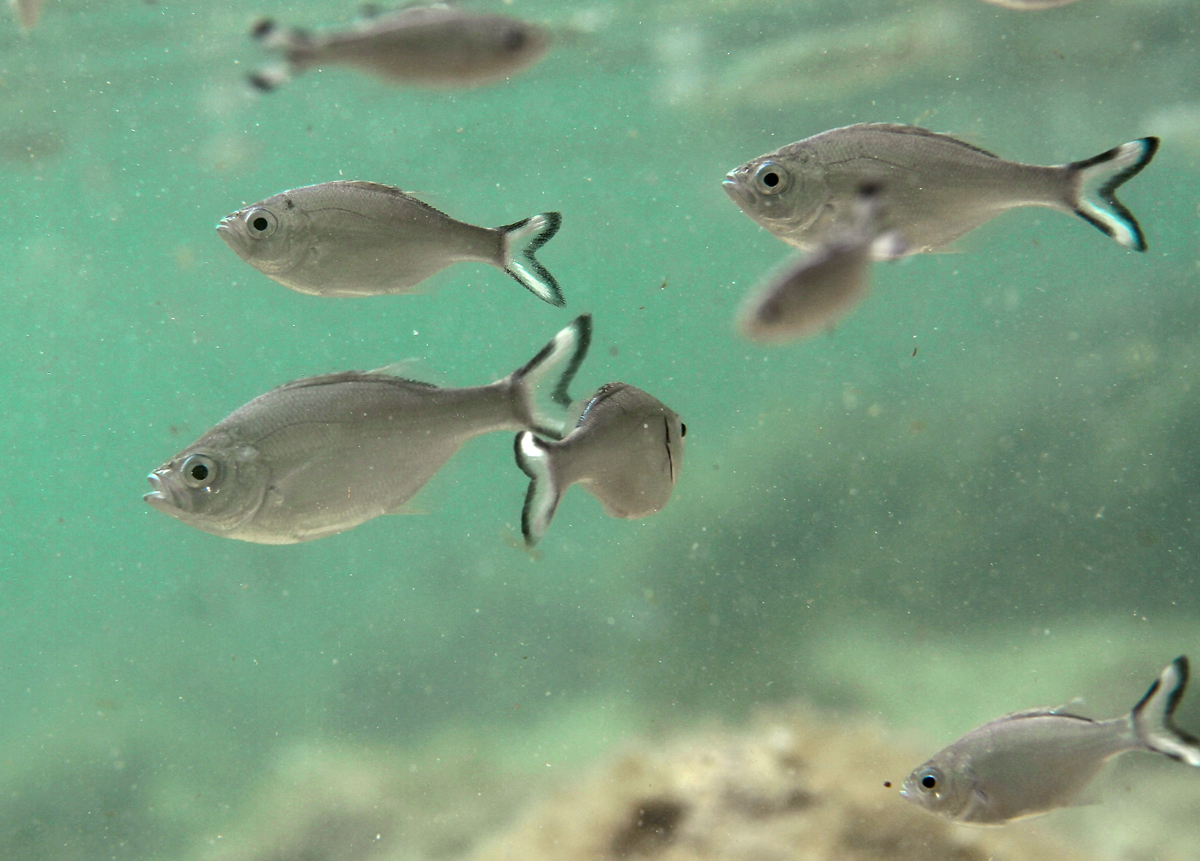
Kuhlia caudavittata (banc de juvéniles)
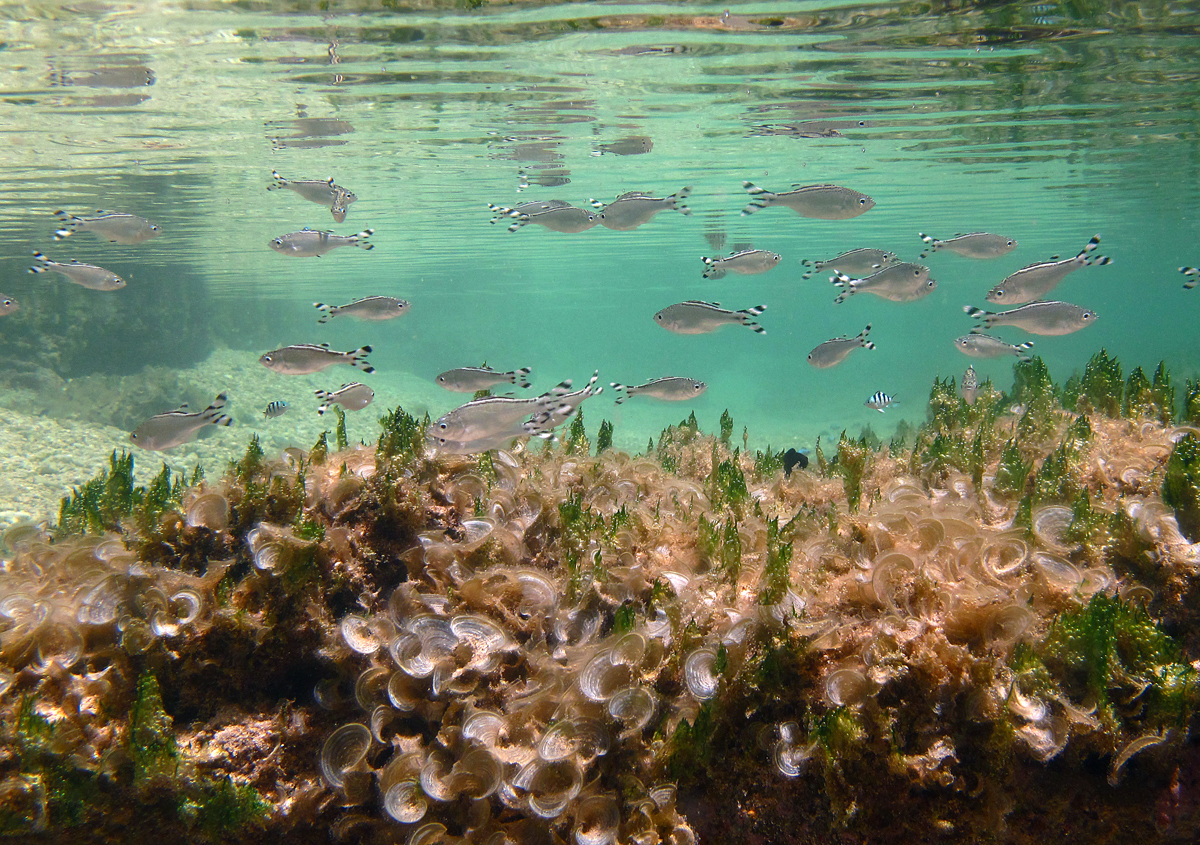
Kuhlia mugil (banc de juvéniles)
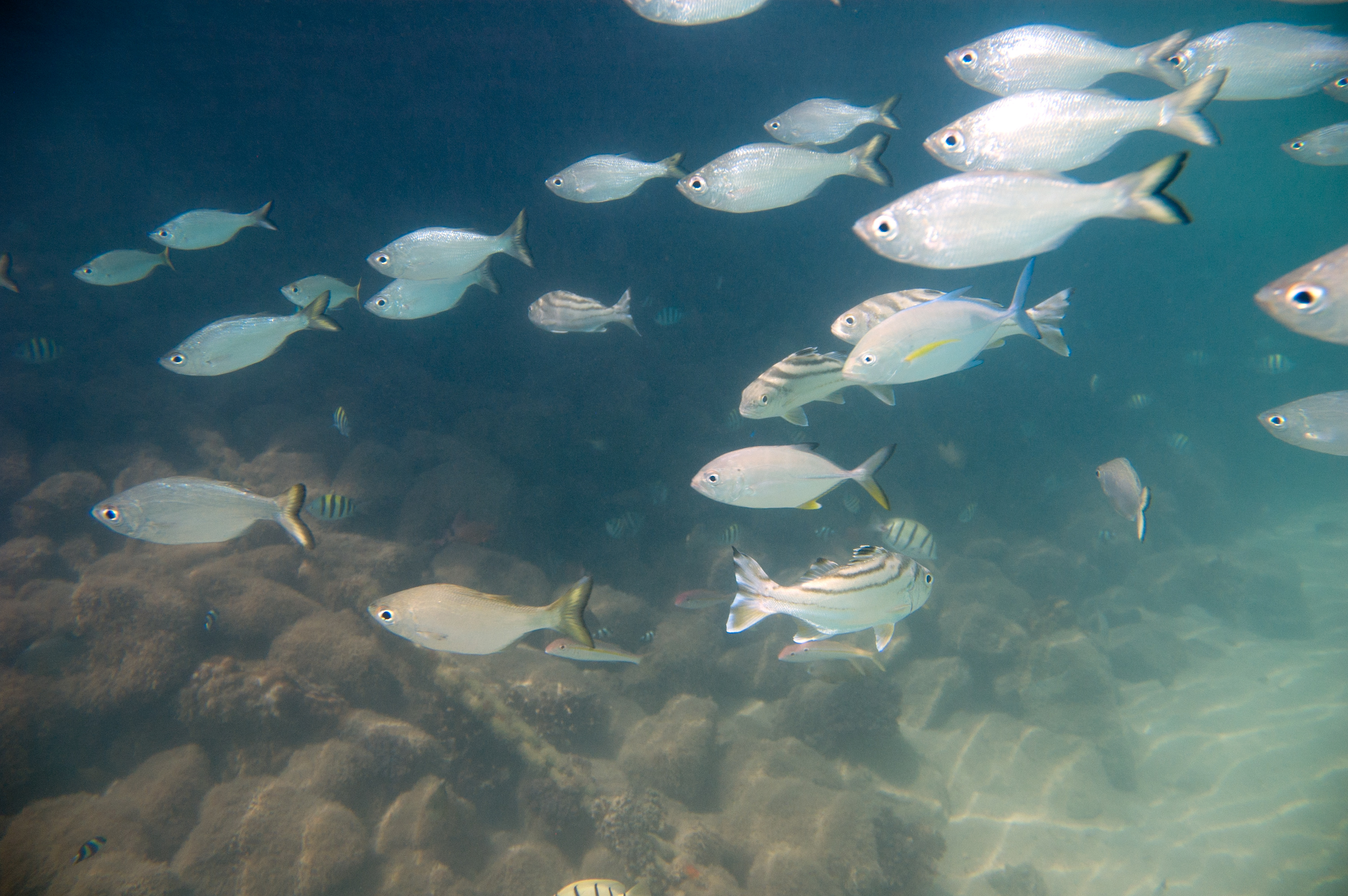
Kuhlia sandvicensis
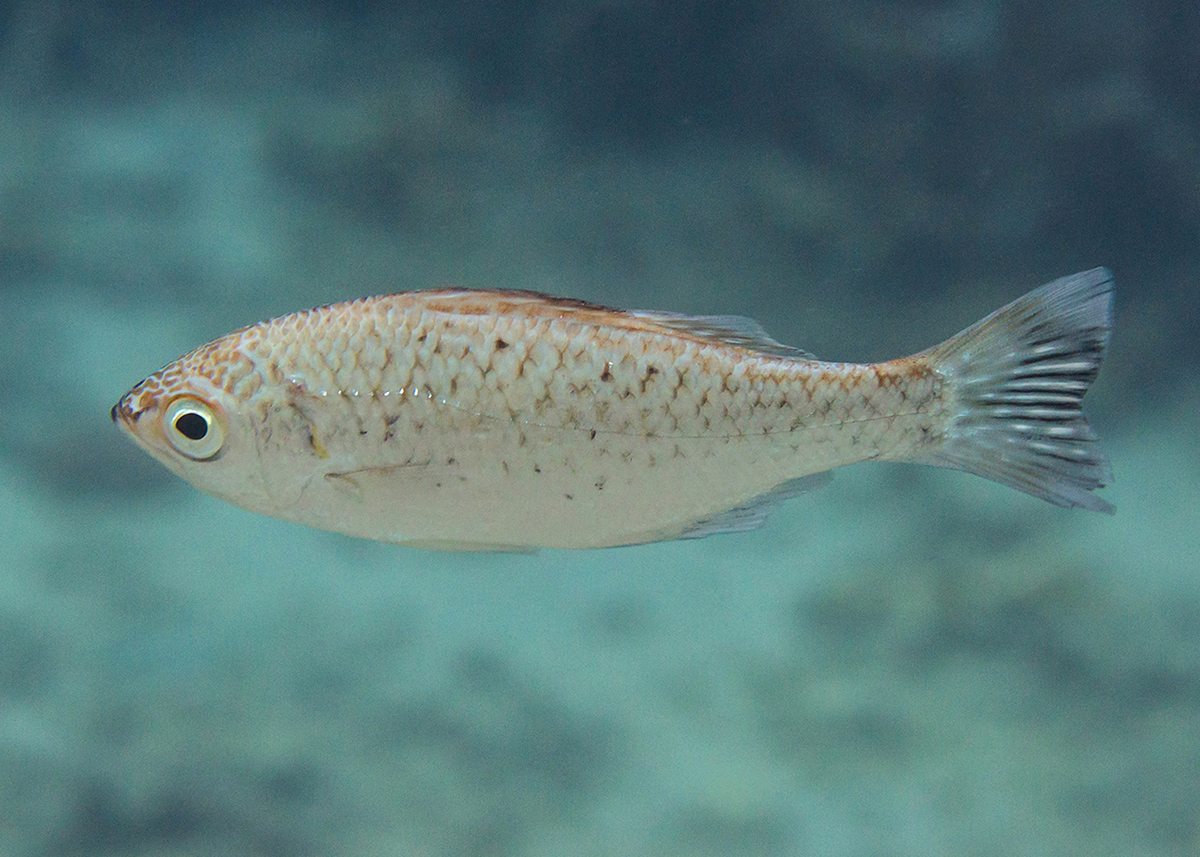
Kuhlia sauvagii
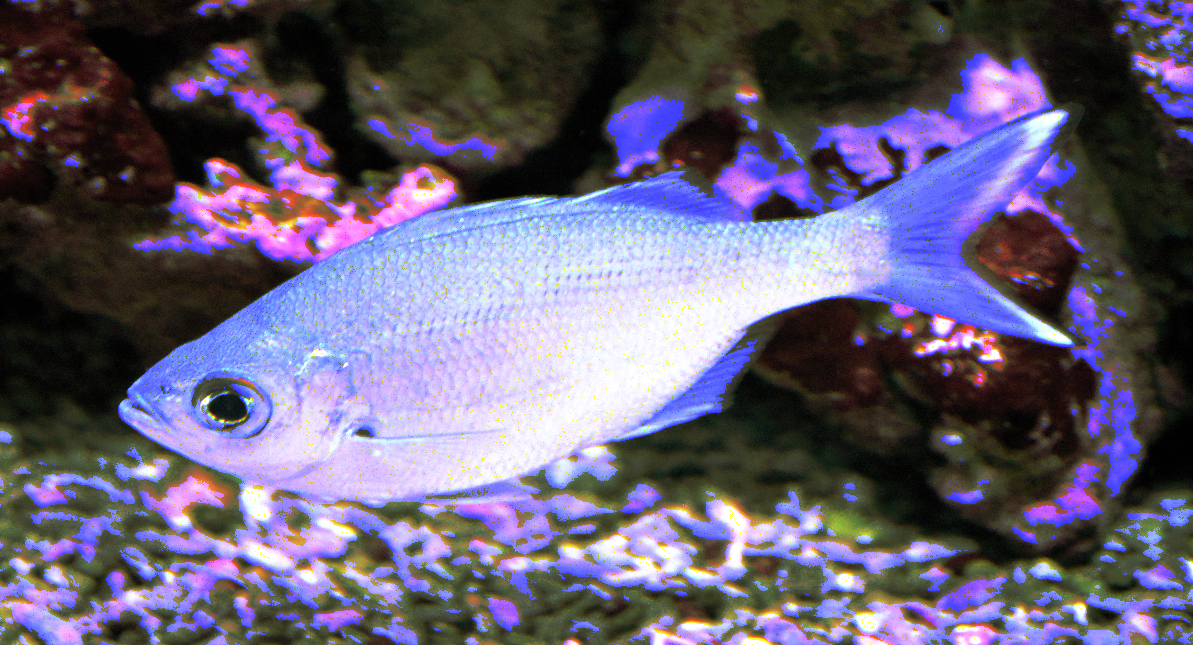
Kuhlia xenura

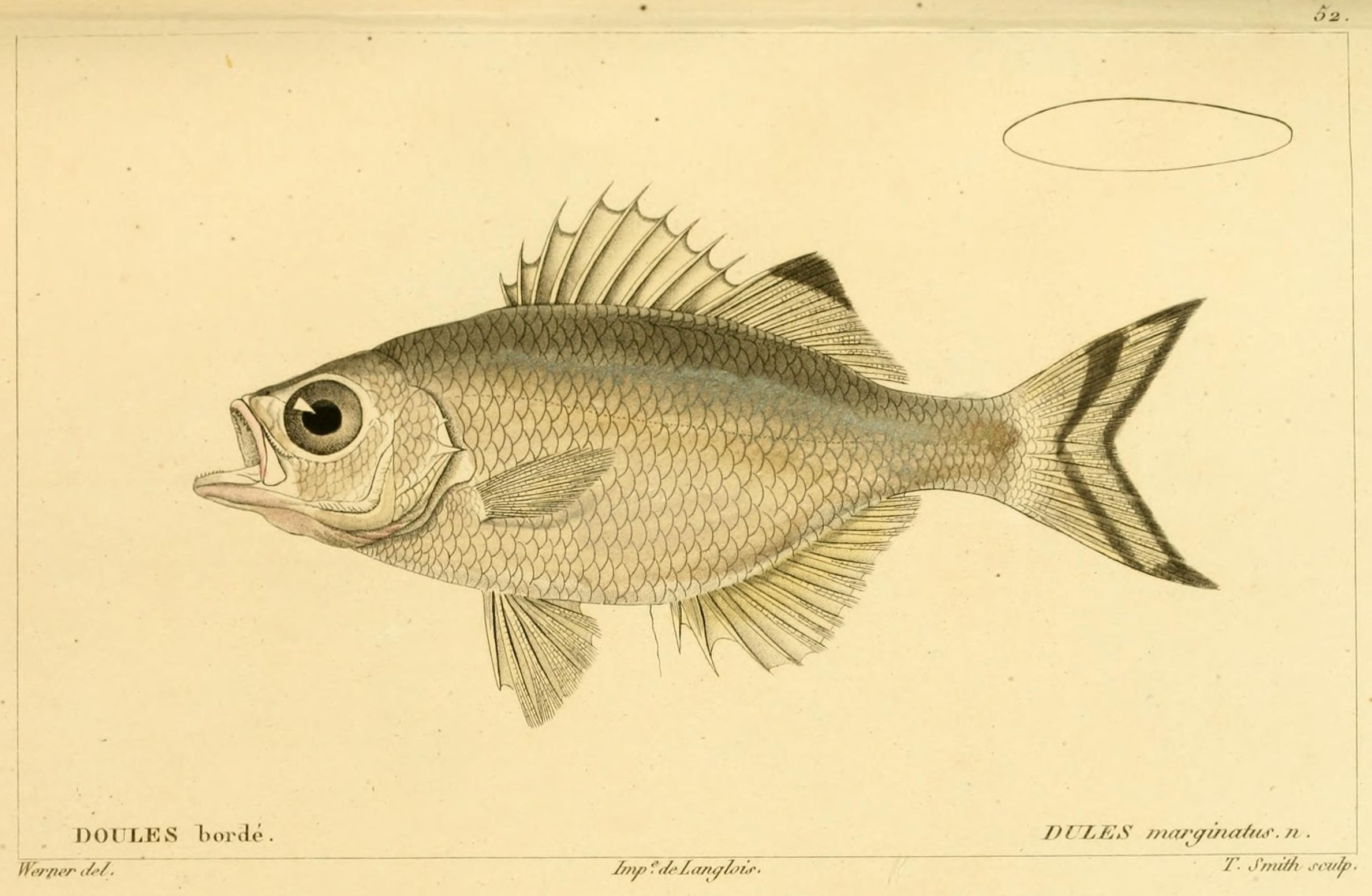
Kuhlia marginata
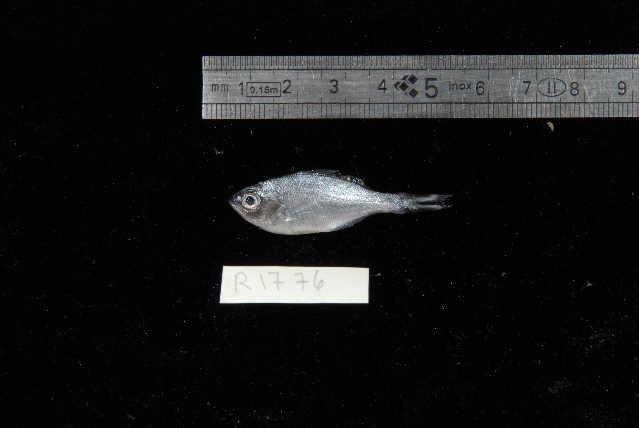
Kuhlia rupestris